# Chester Gould
Chester Gould (Pawnee, 20 de novembro de 1900 - Woodstock, 11 de maio de 1985) foi um cartunista norte-americano:
Gould foi o criador dos quadrinhos Dick Tracy, que ele escreveu e desenhou de 1931 a 1977. Estudou cartum por correspondência, trabalhando por um período curto em Oklahoma, desenhando charges esportivas. "Dick Tracy" foi distribuído pela primeira vez em 1931, pela Chicago Tribune - New York News Syndicate, Inc.